# ناواتا کازوئو
ناواتا کازوئو (به ژاپنی: 縄田 一男（なわた かずお)؛ ۴ ژانویهٔ ۱۹۵۸ – او به عنوان منتقد ادبی و گلچین‌نویس ژاپنی، گلچین‌های زیادی از شاهکارهای رمان تاریخی منتشر کرده است. او عضو سابق باشگاه هواداران مجله Gen'ei-jo با نام "Kai no Kai" است. او عضو سابق کمیته انتخاب جایزه ادبیات یوشیهیده ناکایاما، عضو انجمن تحقیقات ادبیات عامه‌پسند (که بعدها رئیس آن شد)، عضو انجمن ادبیات مدرن ژاپن و نماینده سابق باشگاه فهرست مجلس است. 
از آثار او می توان به کتاب  «همه چیز درباره چوشینگورا به روایت کانه‌ئو ایکه‌گامی»،  ۱۹۹۴ نام برد.